# Clovis Kamzong
Clovis Kamzong (né le 9 octobre 1991 à Douala) est un coureur cycliste camerounais. 

## Palmarès et résultats

### Palmarès par année
- 2014
  - 4e étape du Tour du Cameroun
  - 3e étape du Grand Prix Chantal Biya
  - 3e du Grand Prix Chantal Biya
- 2015
  - Tour du Cameroun :
    - Classement général
    - 1re et 3e étapes

  - 2e étape du Grand Prix Chantal Biya
- 2016
  - 3e étape du Tour du Cameroun
- 2017
  - Grand Prix Chantal Biya : 
    - Classement général
    - 2e étape
- 2018
  - 1re étape du Tour du Cameroun
  - 5e étape du Grand Prix Chantal Biya
  - 2e du Tour de Côte d'Ivoire
  - 2e du Grand Prix Chantal Biya
- 2019
  - 2e et 8e étapes du Tour du Cameroun
  - 6e étape du Tour de Côte d'Ivoire
- 2020
  - 4e étape de la Tropicale Amissa Bongo
  - 3e du Grand Prix Chantal Biya
- 2021
  -  Champion du Cameroun sur route
  - Tour du Cameroun
  - 3e du Grand Prix Chantal Biya
- 2022
  - 2e du championnat du Cameroun sur route
  - 3e du Grand Prix Chantal Biya
- 2023
  - 3e du Tour du Bénin
- 2024
  -  Champion du Cameroun sur route
  - Tour du Cameroun : 
    - Classement général
    - 1re et 5e étapes

  - 2e étape du Tour de Côte d'Ivoire
  - 3e du Tour de Côte d'Ivoire
  - 3e du Grand Prix de la Ville de Bouaké

### Classements mondiaux
| Année           | 2012 | 2013 | 2014 | 2015 | 2016 | 2017 | 2018 |
| --------------- | ---- | ---- | ---- | ---- | ---- | ---- | ---- |
| UCI Africa Tour | 83e  | 82e  | 35e  | 21e  | 120e | 44e  | 31e  |